# Brouzet-lès-Quissac
Brouzet-lès-Quissac es una comuna francesa situada en el departamento de Gard, en la región de Occitania.

## Demografía
| 110 | 89 | 93 | 129 | 155 | 200 | 303 |
| Para los censos de 1962 a 1999 la población legal corresponde a la población sin duplicidades (Fuente: INSEE [Consultar]) |    |    |     |     |     |     |